# الوسائل والغايات
الوسائل والغايات (استفسار في طبيعة المثل العليا وفي الأساليب المستخدمة لتحقيقها) (بالإنجليزية: Ends and Means (an Enquiry Into the Nature of Ideals and Into the Methods Employed for Their Realization))‏ هو كتاب من المقالات كتبه ألدوس هكسلي. نُشر الكتاب في عام 1937، ويحتوي على مساحات مضيئة عن الحرب والدين والقومية والأخلاق، وقد استشهد بتأثير كبير على توماس ميرتون في سيرته الذاتية، الجبل السبعة طوابق.